# Żaba owcza
Żaba owcza (Hypopachus variolosus) – gatunek płaza bezogonowego z rodziny wąskopyskowatych (Microhylidae). Przedstawiciele tego gatunku wykonują charakterystyczne odgłosy przypominające beczenie owiec, które wykonują w trakcie i po opadach w ciepłych miesiącach roku.

## Występowanie
Gatunek zamieszkuje Amerykę Północną. Od strony Karaibów występuje od południowego Teksasu (południowe USA) po Kostarykę, zaś od strony Pacyfiku – od południowej części stanu Sonora w północno-zachodnim Meksyku po Kostarykę. Występuje od poziomu morza do 2100 m n.p.m., ale zwykle poniżej 1600 m n.p.m.
Żaby te występują w różnych siedliskach: wilgotnych lasach tropikalnych, otwartych, zmienionych przez człowieka siedliskach i różnych wilgotnych miejscach na suchych obszarach. Ten rozpowszechniony gatunek nie ma żadnych poważniejszych zagrożeń.

## Opis
Płaz ten jest beczułkowaty, pękaty. Posiada charakterystyczny trójkątny pysk, a także grubą fałdę skóry na szyi. Cechy te pozwalają na utożsamienie tego przedstawiciela z członkami rodziny wąskopyskowatych. H. variolosus posiada zwykle jedną żółtą smugę rozciągającą się po szarym, oliwkowym i brązowym grzbiecie, a także jasny pas wyróżniający się na tle szarego, plamistego brzucha. Występuje też biały, ukośny pas rozciągający się od żółtozłotych oczu do przednich kończyn. Dorosłe osobniki mierzą od 30 do 50 mm, z tym że samice są zazwyczaj większe.

## Ekologia
Rozmnażanie zachodzi w wodzie, od marca do sierpnia po ulewnych deszczach, a jaja składane są od kwietnia do października. Osobniki w tym celu migrują z podziemnych kryjówek na efemeryczne podmokłe tereny. W trakcie godów, samce aktywne rozrodczo wydają charakterystyczne nawoływania przypominające beczenie owiec. Samice składają od 600 do 800 jaj na powierzchni wolno stojącej wody lub w tymczasowo utworzonych kałużach (także na terenach bagiennych). Jaja w ciągu 12 godzin wylęgają się i po ok. 30 dniach kijanki przechodzą metamorfozę do postaci dorosłej.
Żywią się termitami, mrówkami i owadami dwuskrzydłymi.